# Осташки
Осташки (укр. Осташки) — село в Хмельницком районе Хмельницкой области Украины.
Население по переписи 2001 года составляло 931 человек. Почтовый индекс — 31315. Телефонный код — 382. Занимает площадь 0,123 км². Код КОАТУУ — 6825085201.

## Местный совет
31315, Хмельницкая обл., Хмельницкий р-н, с. Осташки, ул. Центральная, 1